# 華溫琪
華溫琪（862年—936年）字德潤，五代宋州下邑（今河南夏邑縣）人，是五代時期梁唐間將領。在唐末期間曾參與黃巢起義進入長安城（即現在的西安），職位為供奉都知，後來黃巢戰敗逃去滑州，後面為後梁擔當開道指揮使，並且成為檢校工部尚書。後面又為濮州刺史朱友裕工作，再者華溫琪在後梁時曾經就任齊、晉二州刺史及定昌軍節度使等職。華溫琪在後唐時曾經就任順義、雄武、鎮國等節度使。最後在晉天福初的時候在家去世。

## 生平

### 家世背景
華溫琪生於五代時期的宋州下邑。家裏世世代代都是務農的，家裏的成員都只是普通的老百姓。父親因為忠於當時的皇上，因此要華溫琪也要如此，從而他當了檢校尚書。

### 經歷
華溫琪身高七尺。在他年輕的時候，他曾經參與黃巢的民變從而變成了盜賊，到處攻打和偷搶不同地方。在黃巢為首的隊伍成功攻陷了長安城之後，黃巢任命他成為供奉官都知。但是不久後，黃巢失敗了，然而他的隊伍已經不像之前那麼強大，因此華溫琪也需要逃跑。華溫琪逃到了滑州，他對於自己七尺男子，原本是如此狀貌魁偉，卻因為害怕黃巢之亂要到處躲避，因此難以接受自己的膽怯，也很瞧不起自己，從而去到白馬河想要結束自己的生命。他跳進了白馬河自殺，結果他隨著河水漂流了幾十里，並沒有死去，後被在河附近的居民給救起來了。由於他對於自己膽怯落跑之事感到非常丟臉，想自殺的想法依然存在，因此他又來到了一個桑樹林中準備上吊自殺，可是在那邊他嘗試了好幾顆桑樹上吊，不知道是因為那邊的樹枝太細還是他太重，桑樹的樹枝總是被折斷，然而到最後並沒有自殺成功。後來他逃亡到胙縣，在那碰到一個耕田的老人。在和老人聊天的時候老人說到：「你長得相貌堂堂，感覺不是的一般人啊！」因此老人便好心收留了華溫琪並讓他匿藏在此。時間過去了一年多後，有一天濮州刺史朱裕正在招募士兵，於是華溫琪前往就去試試，結果成功被招募。
自從他被軍隊召集進去之後，華溫琪開始為後梁做事。他在不久之後擔當了開道指揮使。他在這段時間工作的時候存下了不少良好的戰績，然而後來憑藉這些戰績當上了絳州、棣州這兩個州份的刺史。棣州的百姓因為黃河和大自然所造成的災害受苦連連。然而在華溫琪上任之後，華溫琪久讓棣州的老百姓搬遷到一個新的地方以逃避災害，然而這群老百姓也因此獲得救助以脫離災害帶來的擔驚受怕和經濟糧食等等各方面帶來的負面影響。之後華溫琪被調至齊州和金州，職位還是刺史。在華溫琪在任期間，後唐的莊宗攻打晉州。在後唐攻打晉州的時候他們攻擊沒有進展，然而攻打了一個多月也還沒有攻破他們的防線並且成功保住晉州。因此在這次事件之後，華溫琪被後梁的末帝稱讚說華溫琪非常善於守御，也因此將晉州升級為定昌軍，同時任命華溫琪擔任節度使。但後來因為華溫琪搶佔別人的妻子並且被該部民提告，被罷免了節度使一職。原本華溫琪在職期間犯法應該會被撤職，但梁末帝念在他是開國之臣，不忍判其刑罰，因此改調其他職位，派為金吾衛的大將軍以及左龍武統軍。
 後來到貞明六年左右，朱友謙因為末帝不允許他兼任節度使和他原有的職位，雖然後來末帝答應了朱友謙，但是他還是在河中叛變了並且歸晉了。因此梁末帝隨即任命華溫琪擔任汝州防禦使以及河中行營排陣使。不久之後華溫琪再次被遷升為耀州觀察留後。
在龍德三年（公元923年）後唐的莊宗李存勖帶領唐軍乘梁軍西攻澤州成功攻打後梁並且滅了梁國。當時後梁的臣子紛紛逃離，但莊宗看到華溫琪之後表示知道他是當時給後梁成功守著平陽的人。因此莊宗沒有將他殺了，反而為了留著華溫琪給了他一系列的獎勵：莊宗把耀州升級為順義軍，同時任命華溫琪擔任其節度使。後來又將他換為雄武的節度使。到了後唐明宗上任的時候，華溫琪常常去晉見明宗，原因是他想和明宗表示自己希望留在京城。然而後來唐明宗也任命他為左驍衛上將軍。過了一年之後，後唐明宗與樞密使安重誨表示華溫琪是自己的認識已久的好朋友，希望能安排一個比較好的職位給他。安重誨其實不想將一些比較重要的職位給華溫琪，因此當時以目前沒有空缺的職位回覆明宗。不久之後後唐明宗在一次提起這件事情，但是安重誨不可能每次都以沒有空缺敷衍明宗，因此這次他表示可以讓華溫琪去嘗試一下擔任樞密使這個職位。明宗聽完覺得這個提議不錯，因此也接納了這個建議。其實華溫琪對於自己被安排了如此重要的職位時並沒有感到很開心，反而是很害怕。因此他在之後的幾個月假裝自己生病沒有現身於大眾的視線中。不過後來他還是擔任了鎮國軍節度使。在不久之後，他便直接以太子太保的身份退休。
在後晉高祖天福元年（公元936年）十二月，華溫琪去世，同時也被追贈為太子太傅。

## 人物特色
華溫琪出生於一個普通的務農家庭。小時候因為曾跟隨黃巢行民變，從而淪為盜賊。後來他自己反思之前做過的事情，然而覺得以前做的事情和現在因此要負上之前所造的惡果感到羞恥，因此想自盡。幸好受人搭救，才有後面一系列的職位。從華溫琪在擔任一系列的官職可以看到，他是一個注重民生的人，因此在知道老百姓因為黃河災害受苦的情況下為他們找尋另外一個地方避難。同時也可以知道他是一個在軍事上有天份的人：他在被後唐進攻一個多月的時間內成功防守保住了晉州。但是他在任職晉州節度使的時候做了一些違法的行為，當時他將功抵過免了被撤職的命運，但是依然被調職。這次他並沒有想年輕的時候想要自盡解決事情，反而是繼續在職場上做好本分。由此可見華溫琪是一個注重民生及熟悉戰略的人，因此才能在後梁被滅國之後，後唐的皇帝也要把他留在一個比較重要的職位上；另外雖然他一生中犯了幾次錯，但是早後來他沒有再逃避，反而面對這個事情，並且在後繼續做好自己本分。

## 後人評價
在唐朝和宋朝之間有一段非常混亂的一段歷史，就是五代十國。當時這個五十多年是一個亂世的存在，整個中國就是處於戰火紛飛和不斷分裂的時代。“五代”代表著這個時代勉強可以看見有一個“皇朝正統”；而“十國”就剛好帶出這個時代分裂的狀況，沒有人能夠把這個國家統一。在編寫《新五代史》的作者歐陽修的角度上可見，他對每個五代十國的人都有一部分的主觀感想。普遍來說他覺得這個時代政治昏暗、道德淪喪，難以找到一些值得關注的事情與價值觀等。
但是像華溫琪這些人在五代十國中是對當時的老百姓有著正面的影響。華溫琪在民生上非常注重。在這種戰火紛飛和自然災害不斷發生的時代，往往受到傷害的都是一些普通的市民，因此對於當時的老百姓來說的確有很大的負面影響。但是當時的所謂“一國之君”為了保護自己的國家和領土，往往忽略了這些。但是華溫琪在擔任一些官職的時候比較注重民生問題，因此特別受到後人的敬佩。因為他們並沒有忘記利於民生的道德價值，這一點讓後人們敬佩，然而對於《新五代史》的歐陽修而言，他對這些人有著珍惜的情感。

## 後世紀念
在華溫琪去世之後（後晉高祖天福元年十二月），他被後唐末帝追贈為太子太傅。

## 延伸阅读
[在维基数据编辑]
 《舊五代史·卷90》，出自薛居正《舊五代史》
 《新五代史/卷47》，出自歐陽修《新五代史》